# Angus Richmond
Angus Percy Bain Richmond (10 de enero de 1925 – 8  de agosto de 2007) fue un escritor nacido en Guayana Británica, que pasó la mayor parte de su vida en Gran Bretaña.

## Biografía
Richmond nació y creció en Georgetown, Guayana Británica (hoy Guyana). Ganó una beca para estudiar en Queen's College, en Georgetown, y recibió un bachillerato externo (“external BA”) en Inglés, Francés y Latín por la Universidad de Londres en 1946.
Llegó a Inglaterra en 1950. Al poco tiempo, llegó también su pareja Bridget Elise Croal (1923 - 2013), con quien se casó en 1951 en Londres, Inglaterra. Fue en esa ciudad donde establecieron su residencia. Tuvieron una hija, Jean Evelyn Bridget (1952 - 2017).
Su trabajo, que incluye novelas, cuentos, poesía y ensayos, explora luchas raciales y de clase, en su mayoría en un contexto guyanés.
En 1978, Richmond ganó el premio Casa de las Américas por su novela debut, Una Vida.

## Obras
- A Kind of Living (1978). 
  - Traducido por Mario Díaz Godoy con el título Una vida. Casa de las Américas, 1978.
- The Open Prison ("La Cárcel abierta") (1988) ISBN 978-1870518253
- Shame ("Pena") (1988)

## Premios
1978: Premio Literario Casa de las Américas por Una Vida
1983: El President's Prize en la Association for Caribbean Studies Conference por el ensayo, 'The Sociology of the West Indian Novel in English' ("La sociología de la novela antillana en Inglés"
1985: El Greater London Council Award por un manuscrito no publicado
1989: El Guyana Prize for Fiction por The Open Prison (finalistas)